# Otrzęsie
Otrzęsie (niem. Ostrzensie) – przysiółek wsi Chwostek w Polsce, położony w województwie śląskim, w powiecie lublinieckim, w gminie Herby.
W latach 1975–1998 przysiółek administracyjnie należał do województwa częstochowskiego.